# Golden Boy (Nadav Guedj)
Golden Boy è un brano musicale interpretato dal cantante israeliano Nadav Guedj, pubblicato nel 2015.
La canzone ha rappresentato Israele all'Eurovision Song Contest 2015 tenutosi a Vienna. 

## Descrizione
Il testo della canzone è stato scritto dall'autore israeliano Doron Medalie, mentre la produzione della canzone è stata curata da Yinon Yahel.
Si tratta del primo brano interamente in lingua inglese presentato da Israele all'Eurovision Song Contest. 
Nella manifestazione canora europea la canzone si è classificata al nono posto finale con un totale di 97 punti.